# Michael Hertwig
Michael Hertwig (* 17. November 1960) ist ein ehemaliger deutscher Fußballspieler und -trainer.

## Karriere

### Spieler
Mit Michael Hertwig als Abwehrspieler verpflichtete der Bundesligist FC Bayern München zur Saison 1984/85 den deutschen Amateurmeister vom Offenburger FV. Da Hertwig in dieser Spielzeit zu keinem Einsatz kam, wechselte er in der Winterpause innerhalb der Spielklasse zum Karlsruher SC, für den er am 2. Februar 1985 (18. Spieltag), mit Beginn der Rückrunde, bei der 0:3-Niederlage beim SV Waldhof Mannheim seinen Einstand gab. Nach zehn Spielen für den Sportclub, schloss er sich in der Folgesaison dem Zweitligisten Tennis Borussia Berlin an, wo er aber auch ohne Torerfolg blieb. Dennoch konnte er sich hier als Stammspieler durchsetzen und bestritt bis zum Ende der Saison 25 Spiele für Berlin. Seine letzte Partie im Profibereich gab er am 3. Mai 1986 (36. Spieltag) bei der 0:1-Heimniederlage gegen den KSV Hessen Kassel.

### Trainer
Von 1991 bis 1994 trainierte er den südbadischen Landesligisten FV Zell-Weierbach. Von 2004 bis 2007 war er Trainer der Damenmannschaft des Zweitligisten SC Sand. Von der Saison 2010/11 bis 2013/14 trainierte er die erste Mannschaft des südbadischen Sportvereins SV Oberkirch, die er allerdings vorzeitig, vor Ablauf der Saison verlassen musste.

## Erfolge
- Deutscher Amateurmeister 1984